# الخندق الأليوطي

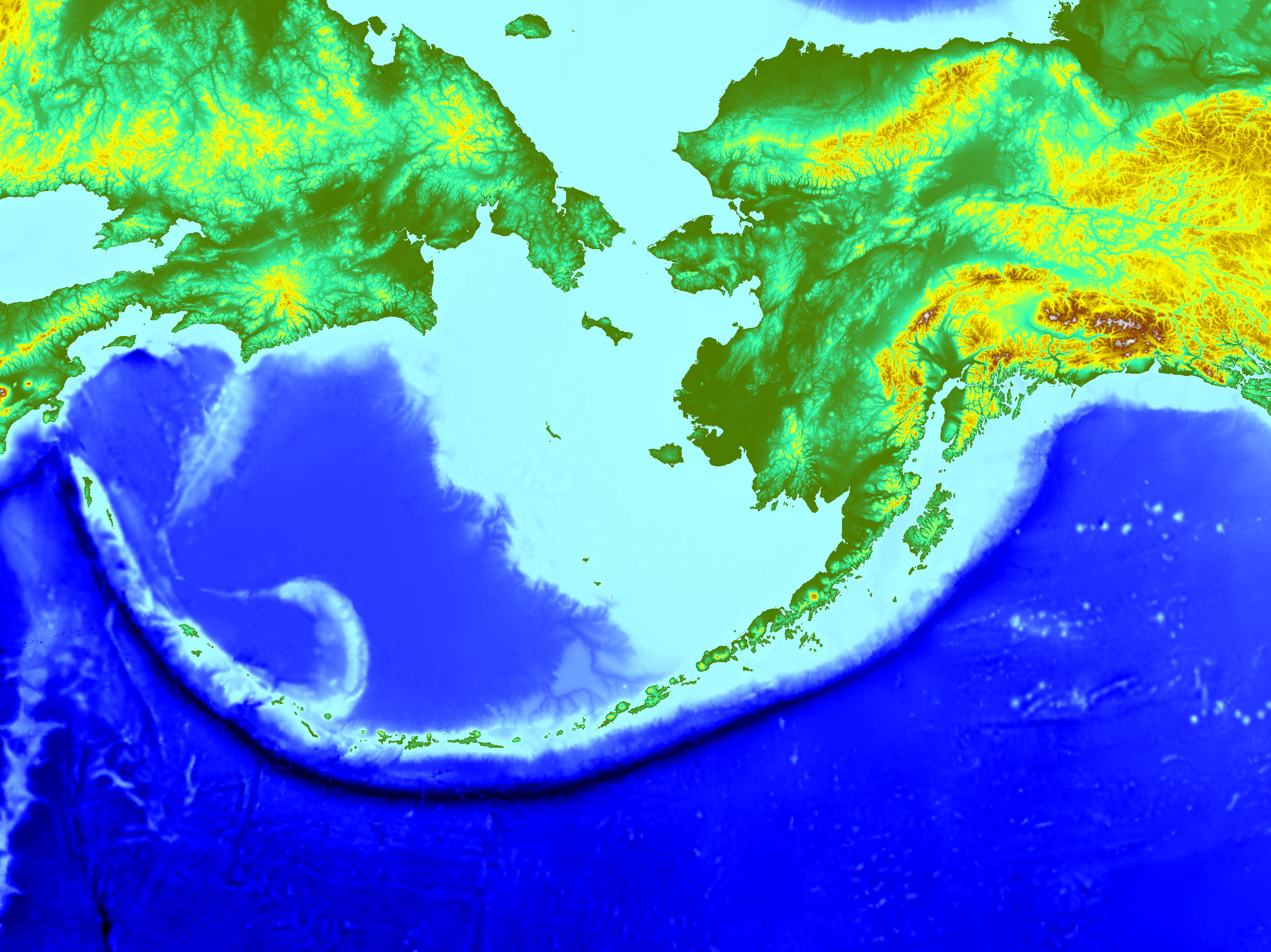
خريطة الخندق ألوتيان

الخندق ألوتيان هو خندق محيطي في شمال المحيط الهادئ و فيالقشرة الأرضية . يتم تصنيفها على أنها خندق هامشي في الشرق ولكنها تنتهي ب قوس بركاني غرب ألاسكا . يمتد الخندق إلى ما يقرب 3500  كم شمال خندق كوريل إلى خليج ألاسكا ، مما يشير إلى الحدود حيث تلتقي صفيحتان تكتونيتان ، وهي منطقة اندساس حيث تمر صفيحة المحيط الهادي تحت صفيحة أمريكا الشمالية . عرضه بين 80 و 16 كم . و أعمق نقطة في الخندق 7822 مترا. يبلغ المنحدر الشمالي حوالي 3-4 درجات بينما يكون منحدر المنحدر الجنوبي أقل وضوحًا (1-4 درجات) .
قوس بركاني عبرة عن جزر . جزر ألوتيان و المحيطات نموذجية من معظم مناطق الاندساس. تبلغ زاوية انحدار غلاف الأرض الصخري الهابط ، وهي صفيحة المحيط الهادئ ، على معظم خندق ألوتيان 45 درجة.